# 1 500 mètres masculin aux championnats du monde d'athlétisme 1995
Navigation
Stuttgart 1993 Athènes 1997
L'épreuve du 1 500 mètres masculin des championnats du monde d'athlétisme 1995 s'est déroulée du 10 au 13 août 1995 à l'Ullevi Stadion de Göteborg, en Suède. Elle est remportée par l'Algérien Noureddine Morceli, son troisième titre consécutif.

## Résultats

### Finale
| Rang               | Athlète               | Pays        | Temps         |
| ------------------ | --------------------- | ----------- | ------------- |
| Médaille d'or      | Noureddine Morceli    | Algérie     | 3 min 33 s 73 |
| Médaille d'argent  | Hicham El Guerrouj    | Maroc       | 3 min 35 s 28 |
| Médaille de bronze | Vénuste Niyongabo     | Burundi     | 3 min 35 s 56 |
| 4                  | Rachid El Basir       | Maroc       | 3 min 35 s 96 |
| 5                  | Kevin Sullivan        | Canada      | 3 min 36 s 73 |
| 6                  | Abdelkader Chékhémani | France      | 3 min 36 s 90 |
| 7                  | Mohamed Suleiman      | Qatar       | 3 min 36 s 96 |
| 8                  | Fermín Cacho          | Espagne     | 3 min 37 s 02 |
| 9                  | Gary Lough            | Royaume-Uni | 3 min 37 s 59 |
| 10                 | Paul McMullen         | États-Unis  | 3 min 38 s 23 |
| 11                 | Niall Bruton          | Irlande     | 3 min 39 s 15 |
| 12                 | Isaac Viciosa         | Espagne     | 3 min 41 s 12 |